# Soledad (canción de La Oreja de Van Gogh)
«Soledad» es el quinto sencillo de El viaje de Copperpot, disco de La Oreja de Van Gogh.

## Acerca de la canción
Como todas las canciones de La Oreja de Van Gogh, la letra de Soledad se le pueden dar diferentes puntos de vista, uno de ellos es que la canción se esté refiriendo a la relación entre un abuelo y un nieto, frases como "Donde me leías al dormir", "Me ayudabas con tus juegos a pintar la realidad", o "Vuelve conmigo a dibujar las olas del mar" nos lo dan a entender, e incluso podríamos atrevernos a decir, de que se refiera a una abuela, y que el título de la canción no sea una sensación, o un estado de tu vida, sino un nombre propio.
Otra interpretación de la letra es que es una situación en la que una persona desde su infancia estuvo junto a otra persona con la que se llevaba muy bien, con el paso del tiempo la protagonista se fue enamorando de la otra, pero esta se marcha y la protagonista se lamenta de no haber pasado suficiente tiempo con ella y de no confesarle sus sentimientos. 
Posiblemente, de la misma manera y a sabiendas de las licencias poéticas que se dan los autores en sus letras, pueda ser de una persona que está enamorada de la soledad o de la sensación que le da estar sin compañía. Ello porque todas las actividades que cita pueden realizarse por uno mismo. 
Normalmente se tocó, con Amaia Montero desde el tour del Viaje de Copperpot hasta el de Guapa, con Leire Martínez, no se toca en la gira de A las cinco en el Astoria, pero se incluyó en el repertorio del álbum recopilatorio Nuestra casa a la izquierda del tiempo y en la Gira 2012 Cometas Por el Cielo Tour forma parte del repertorio de esta Gira siendo tocada o sustituyendo a Dos Copos de Nieve, en 2018 se volvió a tocar en unos de los Conciertos de Su Gira de Cierre de El Planeta Imaginario Tour junto con Mariposa.

## Videoclip
El videoclip está formado por escenas de conciertos y de una grabación en playback en el estudio. Aunque, por razones nunca aclaradas en la web oficial del grupo, no es considerado un vídeo.

## Sencillo
Se editó el sencillo comercial que incluía las canciones Pop, La playa y Mariposa, además de algunos extras especiales para el PC.

### Temas
Sencillo promocional:
- Soledad 3:52

Sencillo comercial:
- Soledad 3:52
- Pop 3:31
- La playa 4:07
- Mariposa 4:02

+ más extras especiales para PC

## Otras versiones
En 2002 la cantante mexicana María Inés Guerra versionó el tema en el reality La Academia y posteriormente lo grabó para su álbum María Inés.   
- Datos: Q6131490